# Friedrich Ludwig von Sachsen-Gotha-Altenburg

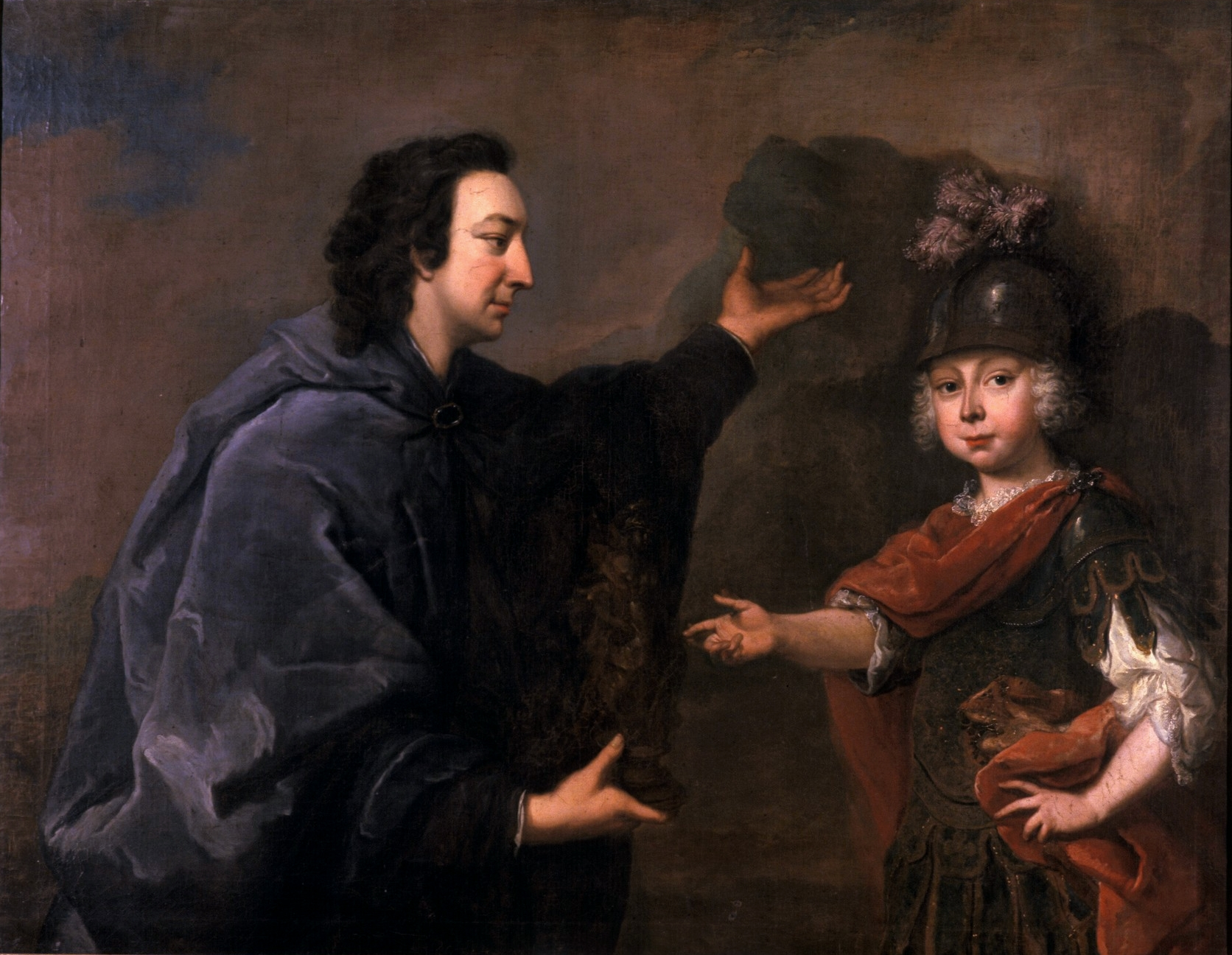
Erbprinz Friedrich Ludwig und sein Erzieher Baron Ulrich von Thun (1707–1788)

Friedrich Ludwig von Sachsen-Gotha-Altenburg (* 20. Januar 1735 in Gotha; † 9. Juni 1756 ebenda) war ein Prinz aus der Nebenlinie Sachsen-Gotha-Altenburg der ernestinischen Wettiner und bis zu seinem Tode Erbprinz von Sachsen-Gotha-Altenburg.

## Leben
Friedrich Ludwig war der älteste Sohn Herzog Friedrichs III. von Sachsen-Gotha-Altenburg und dessen Gemahlin Luise Dorothea von Sachsen-Meiningen.
Ab 1744 unternahm der junge Erbprinz eine mehrjährige Bildungsreise durch Europa. Von 1747 bis 1750 hielt er sich in Paris auf. Sein Protegé vor Ort war der Hofmeister Baron Ulrich von Thun (1707–1788), der ihm Kontakte zu  maßgeblichen Zeitgenossen ermöglichte. In den Pariser Salons lernte er die intellektuelle Avantgarde der französischen Aufklärung kennen, so etwa Voltaire, Jean-Jacques Rousseau, Paul Henri Thiry d’Holbach und Denis Diderot. In Paris engagierte von Thun den Schriftsteller Abbé de Reynal als Lehrer des Erbprinzen für Geschichte und Philosophie, Friedrich Melchior Grimm war zeitweise sein Vorleser und Deutschlehrer. Die zu Voltaire geknüpften  Kontakte gipfelten wenige Jahre später in einem dreiwöchigen Aufenthalt Voltaires am Gothaer Hof, wo er vom 15. April bis 25. Mai 1753 Gast Herzogin Luise Dorotheas war.
Der bereits im Kindesalter oft kränkelnde Erbprinz wurde am 26. Mai 1756 von „empfindlichen Gichtschmerzen“ befallen, die von Fieber begleitet wurden. Am 9. Juni „Abends halb 5 Uhr“ verstarb der erst 21-jährige Friedrich Ludwig in Anwesenheit seiner Familie auf Schloss Friedenstein. Am 16. Juni wurde er in der Fürstengruft der Schlosskirche bestattet, die Leichenrede hielt der gothaische Oberhofprediger Johann Georg Brückner. Am 27. Juni wurde in der Margarethenkirche noch eine Gedächtnispredigt durch den Generalsuperintendenten des Herzogtums, Johann Adam Löw, gehalten.
Friedrich Ludwigs jüngerer Bruder Ernst wurde Erbprinz des Hauses und später Herzog von Sachsen-Gotha-Altenburg.